# 维旺·德农
维旺·德农（法語：Dominique Vivant, Baron Denon，1747年1月4日—1825年4月27日），法国艺术家、作家、外交家、作家和考古学家。德农曾是路易十五和路易十六统治下的法国外交家。在拿破仑于1798年至1801年的埃及战役之后，他被任命为卢浮宫博物馆的第一任馆长，并在现代博物馆的德农翼和多米尼克-维旺·德农研究中心中受到纪念。他的两卷本《在下埃及和上埃及的旅程》（1802年）对现代埃及学产生了重要影响。